# تپه دونارچی تپه سی (۱)
تپه دونارچی تپه سی (۱) در شهرستان آوج، بخش مرکزی شهرستان آوج، روستای لک واقع شده و این اثر در تاریخ ۲ آبان ۱۳۸۲ با شمارهٔ ثبت ۱۰۵۶۰ به‌عنوان یکی از آثار ملی ایران به ثبت رسیده است.